# Guy’s Hill
Guy’s Hill ist eine Landstadt im Norden von Jamaika. Die Stadt befindet sich im County Middlesex im Parish Saint Catherine. Im Jahr 2011 hatte Guy’s Hill eine Einwohnerzahl von 3175 Menschen.
Außerhalb von Jamaika ist Guy’s Hill vor allem durch die 1971 gegründete Guy’s Hill High School bekannt, die als eine der besten von Jamaika gilt und an der viele lokale Berühmtheiten studiert haben.